# John Dolmayan
John Dolmayan (in armeno Ջոն Դոլմայան?, J̌on Dolmayan; Beirut, 15 luglio 1973) è un batterista statunitense, noto per la sua militanza nei System of a Down.

## Biografia
È nato a Beirut da genitori di etnia armena. Durante la guerra civile libanese la famiglia si è trasferita in America, dapprima a Toronto e in seguito in pianta stabile in California.
Dopo l'Ozzfest 2006, al quale anche il gruppo dei System of a Down ha partecipato, i membri del gruppo hanno deciso di prendersi una pausa per pensare di più alle loro vite. Dolmayan ha dichiarato di essere al lavoro su un sito dedicato ai suoi fumetti preferiti, il cui nome è Torpedo Comics.
Nel 2006 è entrato a far parte degli Scars on Broadway di Daron Malakian, pubblicando l'album omonimo nel 2008. Nella metà del 2012 Dolmayan annunciò l'abbandono del gruppo.

## Influenze
Dolmayan è un fan dei The Who e cita il batterista Keith Moon come maggior influente. Altri batteristi che hanno influito su lui sono John Bonham (Led Zeppelin), Stewart Copeland (The Police) e Neil Peart (Rush). Inoltre è stato influenzato anche dalla musica jazz.

## Equipaggiamento

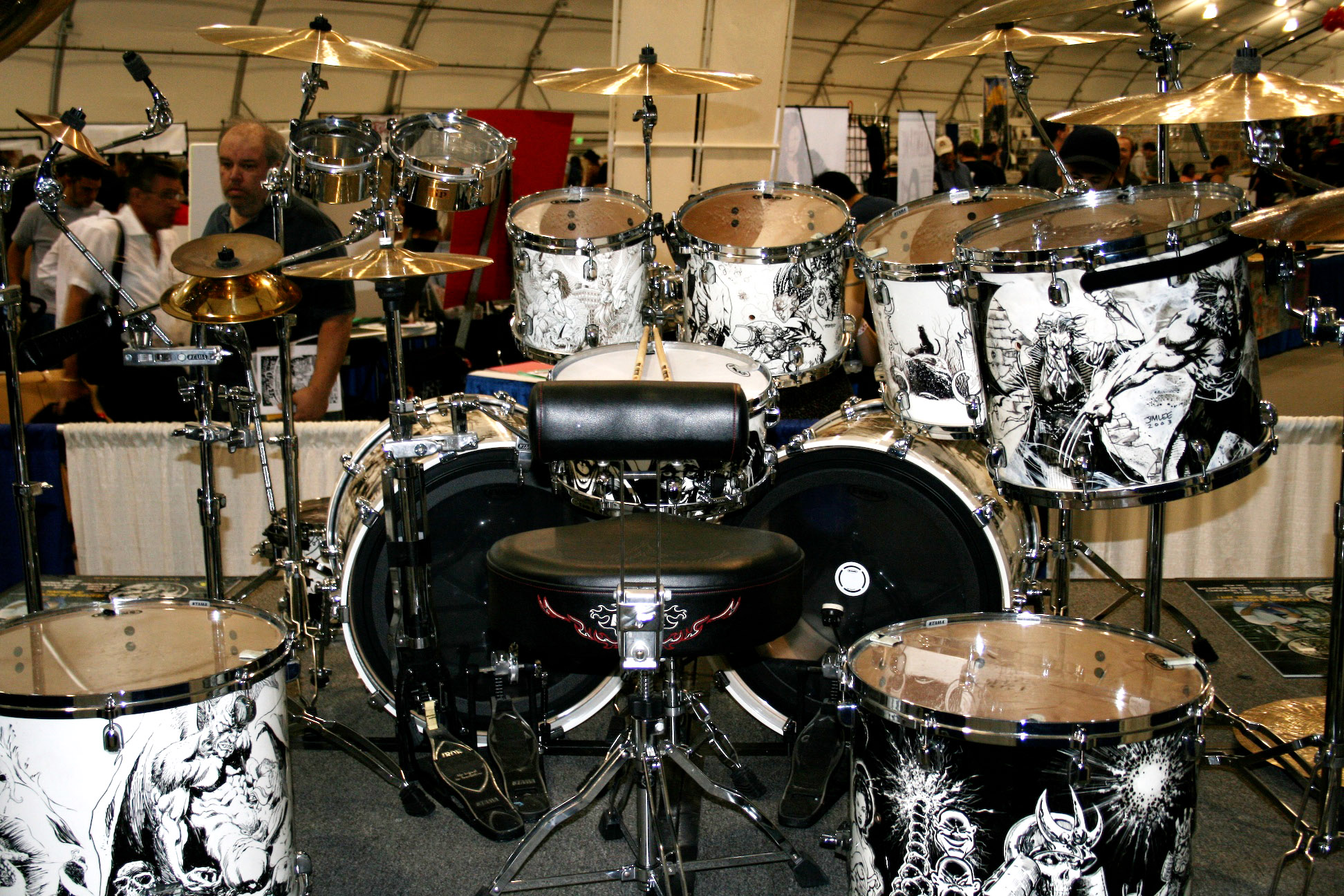
Batteria di Dolmayan

Batteria e hardware Tama Drums, piatti Paiste e pelli Evans:
- Batteria - Tama Starclassic Bubinga[3]
  - 10"×8" Tom
  - 12"×9" Tom
  - 14"×11" Tom
  - 18"×16" Timpano
  - 22"×18" Grancassa
  - 14"×6" Rullante Warlord Masai

Nelle recenti apparizioni dal vivo si è presentato con una maggiore attrezzatura.
- Piatti - Paiste[4]
  - 14" RUDE Hi-Hat
  - 18" Signature Full Crash
  - 20" Signature Full Crash
  - 24" 2002 Crash
  - 24" RUDE Mega Power Ride
  - 10" Signature Splash
  - 22" Traditionals Medium Light Swish
- Bacchette - Vic Firth[5]
  - John Dolmayan Signature 16" length, .585" diameter

## Discografia

### Con i System of a Down
- 1998 – System of a Down
- 2001 – Toxicity
- 2002 – Steal This Album!
- 2005 – Mezmerize
- 2005 – Hypnotize

### Con gli Scars on Broadway
- 2008 – Scars on Broadway

### Collaborazioni
- 2001 – Leigh Silver – Spoiled (batteria in Vampires)
- 2004 – Scum of the Earth – Blah...Blah...Blah...Love Songs for the New Millennium (batteria in Bloodsukinfreakshow e Little Spider)
- 2004 – AA.VV. – Axis of Justice: Concert Series - Volume 1 (batteria in Get Up, Stand Up e Bomb Day in Paris)
- 2007 – Serj Tankian – Elect the Dead (batteria in The Unthinking Majority, Feed Us e Saving Us)